# Celso Frateschi
Celso Frateschi (São Paulo, 9 de fevereiro de 1952) é um ator e diretor teatral brasileiro. Com uma vasta carreira teatral, é proprietário do Teatro Ágora. Filiado ao Partido dos Trabalhadores, foi secretário de cultura de algumas prefeituras e também presidente da Funarte.

## Biografia

### Como ator e diretor
Com uma carreira no teatro iniciada em 1970, foi um dos fundadores dos grupos Teatro Núcleo Independente, Teatro Pequeno, e Ágora – Centro para o Desenvolvimento Teatral, de São Paulo. Fez parte do Teatro de Arena de São Paulo, na década de 1980. Trabalhou com os principais diretores do teatro brasileiro, como Enrique Diaz, José Possi Neto e Domingos de Oliveira.
Escreveu A Epidemia, com Paulo Maurício, e Os Imigrantes, com o qual estreou como diretor e recebeu, em 1978, o 'Prêmio Mambembe' de melhor ator. Recebeu o 'Prêmio Shell' de melhor ator em 1988, por Eras, de Heiner Müller. Desde o ano de 1980 é  professor licenciado da Escola de Arte Dramática da USP.
Estreia na televisão em Uma Esperança no Ar, de 1985. Mas só retorna a TV quase dez anos depois, em 1994, nas séries Memorial de Maria Moura e Você Decide. Depois disso, se torna presença constante na Globo, atuando em O Rei do Gado em 1996, na segunda versão de Pecado Capital e em Torre de Babel, de 1998. 
Em 1999, funda, junto com Sylvia Moreira e Roberto Lage, o Teatro Ágora, do qual é proprietário até hoje, em São Paulo. O teatro tem sua sede atual no Bixiga. A primeira peça é um monólogo do ator, Diana, dirigido por Lage.
Apesar dos cargos políticos que ocupou na década de 2000, ainda participou de muitas produções: as minisséries A Muralha e Presença de Anita, em 2000 e 2001, as novelas O Beijo do Vampiro e Começar de Novo, em 2002 e 2004, mais uma minissérie, Um Só Coração, também em 2004, todas na Globo. Após uma breve passagem pela RecordTV onde fez Essas Mulheres em 2005, retorna a Globo, fazendo participações em Carga Pesada e A Diarista, a novela de 2005 Belíssima e a nova versão de Sinhá Moça em 2006. Após uma rápida passagem pela Band, onde fez Paixões Proibidas em 2007, faz Queridos Amigos e participações em Casos e Acasos e Força Tarefa. Em agosto de 2008 Celso Frateschi inaugurou seu blog pelo site da revista Bravo!
Ainda na Globo, fez as novelas O Astro e Escrito nas Estrelas. No ano de 2014, recebeu a Ordem do Mérito Cultural aos seus serviços prestados a arte brasileira.
Em 2013, interpreta o personagem bíblico Jacó nas produções da RecordTV José do Egito, que retorna em Os Dez Mandamentos. Participou da série da Netflix 3% em 2016, como o personagem Velho, estando presente em três das quatro temporadas. Também fez uma participação na série da Globo Assédio, em 2018, e do filme Hebe - A Estrela do Brasil.

### Na política
Frateschi é filiado ao Partido dos Trabalhadores. Foi secretário municipal da Cultura em 2003 e 2004, na gestão de Marta Suplicy (PT) frente a prefeitura do município de São Paulo. Também ocupou o cargo de secretário de Cultura em Santo André entre 1997 e 1998. Foi presidente da Fundação Nacional de Artes (Funarte) até outubro de 2008, quando pediu demissão: em carta intitulada "O transatlântico fantasma" divulgada no dia 6 de outubro daquele ano, Frateschi afirmou que não resistirá ao "movimento articulado de alguns funcionários e de alguns setores do Ministério da Cultura para desestabilizar minha gestão na presidência da Funarte".

## Vida pessoal
André Frateschi é filho de Celso com a atriz Denise Del Vecchio e Ludmila Frateschi; sua filha, com a socióloga Márcia Y. Mafra. Em 1997, casou-se com a arquiteta e cenógrafa Sylvia Moreira, mãe de seu enteado, Pedro Moreira Becker.

## Filmografia

### Televisão
| Ano     | Produção                | Personagem                                           | Notas                                                              |
| ------- | ----------------------- | ---------------------------------------------------- | ------------------------------------------------------------------ |
| 1985    | Uma Esperança no Ar     | Rui                                                  |                                                                    |
| 1994    | Memorial de Maria Moura | Liberato                                             |                                                                    |
| 1994    | Você Decide             |                                                      | Episódio "Pressão Total                                            |
| 1996    | O Rei do Gado           | Caminhoneiro                                         |                                                                    |
| 1998    | Pecado Capital          | Pacheco                                              |                                                                    |
| 1998    | Torre de Babel          | Delegado                                             |                                                                    |
| 2000    | A Muralha               | Afonso Góis                                          |                                                                    |
| 2001    | Presença de Anita       | Igor                                                 |                                                                    |
| 2002    | O Beijo do Vampiro      | Ezequiel                                             |                                                                    |
| 2004    | Começar de Novo         | Mikhail                                              |                                                                    |
| 2004    | Um Só Coração           | Ernesto da Silva                                     |                                                                    |
| 2005    | Belíssima               | Juiz                                                 |                                                                    |
| 2005    | Carga Pesada            | Casão                                                | Episódio: "Caixa preta"                                            |
| 2005    | Essas Mulheres          | Pedro Camargo                                        |                                                                    |
| 2006    | Sinhá Moça              | Inácio                                               |                                                                    |
| 2006    | A Diarista              | Nestor                                               | Episódio: "Faxinando com a Inimiga"                                |
| 2007    | Paixões Proibidas       | Álvaro de Sousa                                      |                                                                    |
| 2008    | Casos e Acasos          | Pai de Sílvia                                        | Episódio: "O Desejo Escondido, o Cara Deprimido e o Livro Roubado" |
| 2008    | Casos e Acasos          | Jacinto                                              | Episódio: "A Noiva, o Desempregado e o Fiscal"                     |
| 2008    | Casos e Acasos          | Renato                                               | Episódio: "A Fuga Arriscada, a Nova Namorada e o Recheio do Bolo"  |
| 2008    | Queridos Amigos         | Dr. Hélio Gomes Vianna                               |                                                                    |
| 2009    | Uns Braços              | Solicitador Borges                                   |                                                                    |
| 2009    | Força-Tarefa            | Valfrido                                             | Episódio: "Temporada de Caça"                                      |
| 2010    | Escrito nas Estrelas    | Jardel Bittencourt                                   |                                                                    |
| 2011    | O Astro                 | Nelson Cerqueira                                     |                                                                    |
| 2013    | José do Egito           | Jacó                                                 |                                                                    |
| 2014    | Sessão de Terapia       | Guilherme Damasceno                                  | 3 episódios                                                        |
| 2015    | Sete Vidas              | Augusto (jovem)                                      |                                                                    |
| 2015    | Os Dez Mandamentos      | Jacó                                                 |                                                                    |
| 2016    | Êta Mundo Bom!          | Joaquim de Souza Goytacazes (Barão de Goytacazes)    | Episódio: "18 de janeiro"                                          |
| 2016–20 | 3%                      | O Velho                                              | 18 episódios                                                       |
| 2018    | Deus Salve o Rei        | Juiz Superior do Conselho da Cália                   |                                                                    |
| 2018    | Assédio                 | Milton                                               |                                                                    |
| 2021    | Verdades Secretas       | Lorenzo                                              | Temporada 2                                                        |
| 2022    | Independências          | José Bonifácio de Andrada e Silva[carece de fontes?] |                                                                    |
| 2022    | O Rei da TV             | Rossi                                                |                                                                    |
| 2024    | Luz                     | Carlos Ferreira                                      |                                                                    |

### Cinema
| Ano  | Filme                                    | Personagem                        | Notas          |
| ---- | ---------------------------------------- | --------------------------------- | -------------- |
| 1983 | A Próxima Vítima                         | Deputado Nogueira                 | [ 20 ]         |
| 1997 | O Trabalho dos Homens                    | Policial                          | Curta-metragem |
| 1999 | Contos de Lygia                          |                                   |                |
| 2001 | Bufo & Spallanzani                       | Dr. Ribeiroles                    |                |
| 2001 | Mater dei                                |                                   |                |
| 2001 | Sonhos Tropicais                         | Sales Guerra                      |                |
| 2003 | Cristina Quer Casar                      |                                   |                |
| 2006 | Veias e Vinhos - Uma História Brasileira | Capitão                           |                |
| 2011 | Astheros                                 |                                   | Curta-metragem |
| 2016 | O Escaravelho do Diabo                   | Jairo Saturnino                   |                |
| 2018 | Paraíso Perdido                          | Delegado                          |                |
| 2019 | Hebe: A Estrela do Brasil                | João Capuano                      |                |
| 2022 | A Viagem de Pedro                        | José Bonifácio de Andrada e Silva |                |
| 2023 | As Órfãs da Rainha                       | Inquisidor                        | [ 21 ]         |

## Prêmios e Indicações
| Ano  | Premiação             | Categoria   | Indicação | Resultado |
| ---- | --------------------- | ----------- | --------- | --------- |
| 2023 | Prêmio APCA de Teatro | Melhor Ator | Pawana    | Pendente  |